# Francesco Puttinati

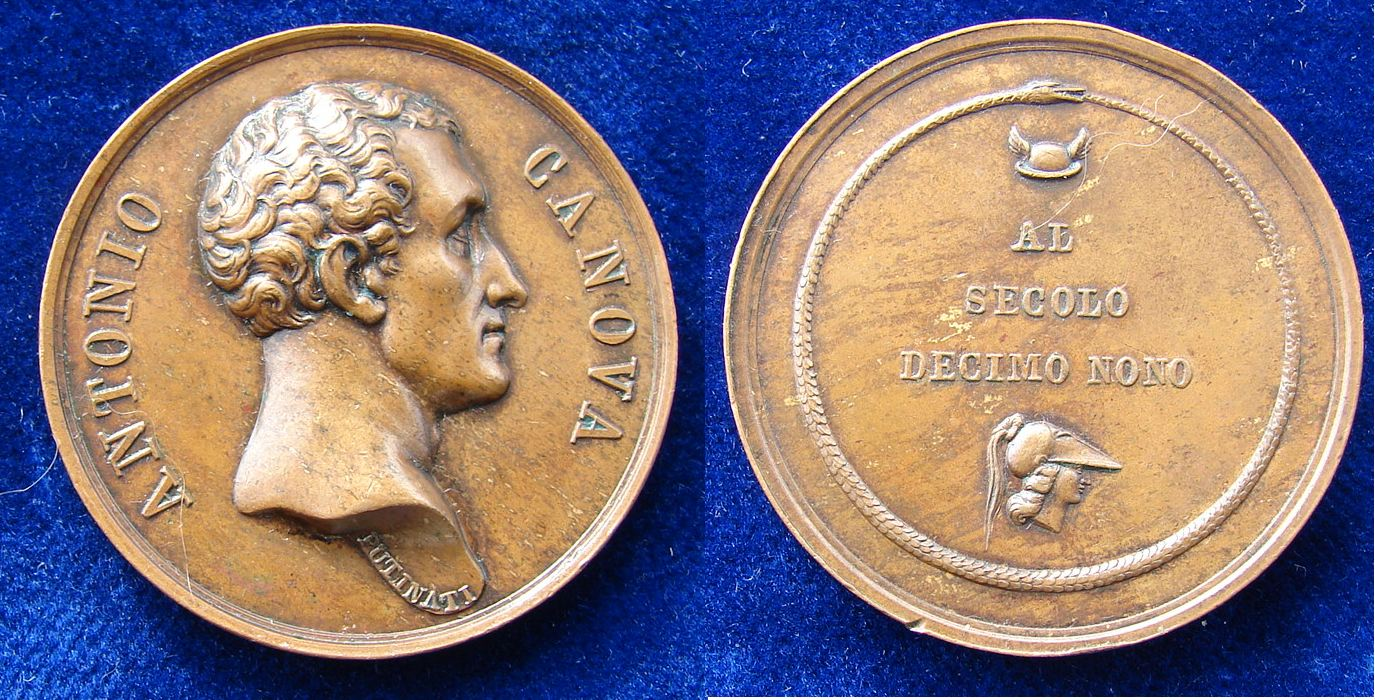
Medaglia di Antonio Canova

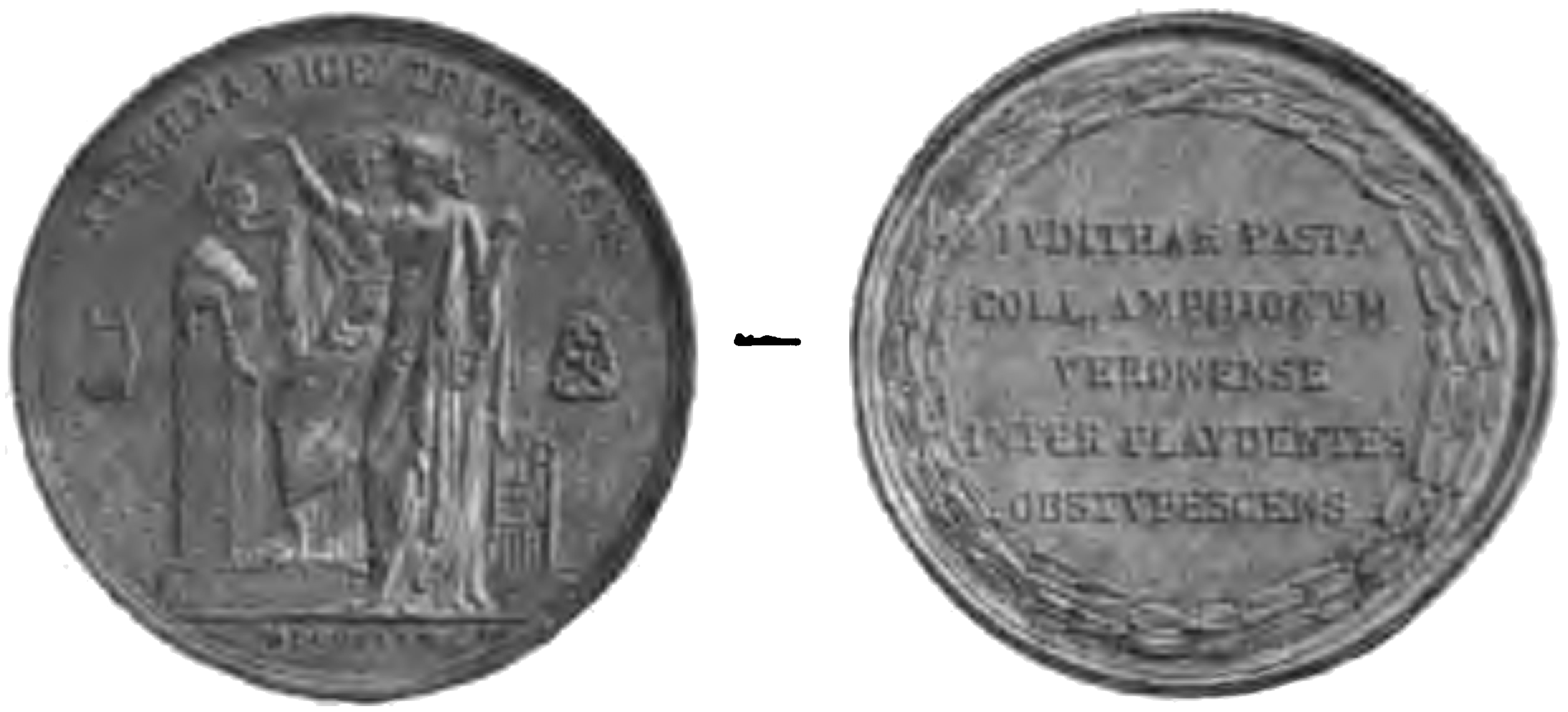
Rivista italiana di numismatica 1889 p. 561

Francesco Puttinati, anche Putinati, (Verona, 1775 – Milano, 1848), è stato uno scultore e incisore italiano.

## Biografia
Padre dello scultore Alessandro, fu incisore anche per la Zecca di Milano oltre che autore di svariati busti, ritratti, medaglioni e bassorilievi. Si può considerare uno dei più rinomati medaglisti neoclassici. Fu nominato Accademico d'Onore all'Accademia di Verona.